# Fellhanera emarginata
Fellhanera emarginata är en lavart som beskrevs av Lücking. Fellhanera emarginata ingår i släktet Fellhanera och familjen Pilocarpaceae.   Inga underarter finns listade i Catalogue of Life.